# Amy Tennant
Pour les articles homonymes, voir Tennant.
Amy Tennant est une joueuse de hockey sur gazon britannique,,. Elle évolue au poste de gardien de but à Reading et avec les équipes nationales anglaise et britannique.

## Biographie
Amy est née le 28 août 1994 à Davyhulme en Angleterre.

## Carrière
Elle a fait ses débuts en janvier 2017 avec l'équipe première anglaise à Cape Town lors d'un double match amical face à l'Afrique du Sud.

## Palmarès
- : 3e à l'Euro 2017
- : 3e aux Jeux du Commonwealth de 2018